# Zastávka Reného Matouška a dalších libereckých signatářů Charty 77
Zastávka Reného Matouška a dalších libereckých signatářů Charty 77 je pamětním místem připomínajícím liberecké signatáře Charty 77, které se nachází ve městě Liberec, v ulici 1. máje.

## Historie
Dne 17. listopadu 2015 byla v 11:00 v Tatranské ulici (ulice vedoucí do tramvajového depa) slavnostně odhalena pamětní deska připomínající Reného Matouška a další liberecké signatáře Charty 77, kterou byla osazena tamější tramvajová zastávka.
Pro odhalení byl specificky zvolen Den boje za svobodu a demokracii a samotné ceremonie se zúčastnil nejen tehdejší primátor města Tibor Batthyány, ale i kardinál Dominik Duka, který v 80. letech pobýval ve stejné věznici jako René Matoušek na plzeňských Borech.
Za samotnou iniciativou stál Matouškův nevlastní bratr Jiří Matoušek a současný náměstek primátora Ivan Langr. Na přípravě akce se mimo města podílela i Technická univerzita v Libereci.
V létě 2020 bylo rozhodnuto, že se pamětní deska 1. ledna 2021 přesune na zastávku Rybníček, která zároveň změní své jméno na Rybníček – Zastávka Reného Matouška a dalších signatářů Charty 77. Tento rok byl zároveň 70. výročím narození Reného Matouška.
Momentálně deska, kromě své pamětní funkce, slouží jako označník tramvajové zastávky, která je zároveň dalším zajímavým místem na tramvajové trase, kterou často projíždí návštěvníci města od vlakového a autobusového nádraží směrem k liberecké ZOO.

## Nápisy na pamětní desce
Vrchní deska tabule: „Zastávka René Matouška a dalších libereckých signatářů Charty 77“

Spodní deska tabule:
Nadpis: „Signatáři Charty 77 Liberec“

Levá strana: „Vladimír Cerman, dělník / Ing. František Čejka, projektant / Miloslav Černý / Karel Dedecius, dělník / Miroslav Dedecius, dělník / Jaroslav Doucha, instalatér / Michal Dziaček, dělník / Jiří Fajmon, strojník / Pavel Hübner, dělník / Jiří Kasal, dělník / Vladimír Malík, prodavač / Vladimír Marek, dělník / René Matoušek, řidič / Leoš Mayer, mechanik / Michaela Mayerová, spojová manipulantka / Petr Mudrik, dělník / Miloslav Pospíšil, zámečník / Dušan Poupa, dělník / Ing. Alena Poupová, textilní inženýrka / Tomáš Procházka, dělník / Václav Srb, dělník / Pavel Šmída, dělník / Vladimír Stučka / Alois Tomášek, důchodce / Jaroslav Vaněk, zámečník / Roman Voborník, dělník / Ivo Vojtíšek, dělník / Milan Zapadlo, dělník / Zdeněk Zolman, dělník / …“

Pravá strana: „Prohlášení Charty 77, adresované 5. ledna 1977 tehdejšímu Federálnímu shromáždění ČSSR a požadující dodržování občanských a politických práv, jak k tomu totalitní Československo zavazovaly protokoly helsinské Konference o bezpečnosti a spolupráci v Evropě (1975), podepsalo v období 1977–1989 pouhých 1 880 Čechoslováků. / Mezi nimi byla i necelá třicítka občanů Liberce. Přestože šlo jen o malou skupinku lidí, patřili naši signatáři společně s dalšími místními odvážlivci i v dalších letech totality k těm velmi aktivním. A to navzdory věznění, psychicky neúnosným výslechům Státní bezpečnosti. ničení zdraví i profesních kariér či veřejnému zostuzení. / Tato tramvajová zastávka s přídomkem René Matoušek a další liberečtí signatáři Charty 77 bude jejich osobní odvahu trvale připomínat. / Děkujeme. Liberec, 17. listopadu 2015“